# Жоан Мараґаль Ґоріна
Жоан Мараґаль Ґоріна (ісп. Joan Maragall i Gorina; 10 жовтня 1860, Барселона — 20 грудня 1911) — іспанський поет, головний представник літературного модернізму в Каталонії.

## Життєпис
Як наймолодша дитина і єдиний син власника текстильної фабрики, Жоан Мараґалл мав би згодом перебрати на себе бізнес. Однак, починаючи з 1884 року, він вивчав право і присвятив себе поетичним і письменницьким нахилам. Хоча він допоміг врятувати бізнес батька після невдалої інвестиції у 1886 році, згодом він відійшов від ділових справ, щоб продовжити свою роботу як письменник і публіцист.
Ще за життя Мараґалл був визнаним поетом і журналістом, а його думки мали велику вагу в інтелектуальних колах та за їх межами. Він був одним із ключових рушіїв бажаної модернізації каталонської культури, відомої як модернізм, що проявилося в його внесках у різні видання, пов'язані з цим культурним рухом, такі як «L'Avenç», «Catalonia», а також у статтях для «Diario de Barcelona» і «La Veu de Catalunya». Він ототожнював себе з традиційною і католицькою каталонською буржуазією, але відхилив пропозиції Анріка Прат де ла Ріба і Франческа Камбо зайнятися політикою і балотуватися представником.
Попри свою загалом консервативну та аполітичну позицію, під час заворушень Сетмана Трагіка в 1909 році він закликав буржуазію взяти на себе більшу соціальну відповідальність, критикував застійні та відірвані від народу практики Церкви та відкрито підтримав анархістського педагога Франсеска Феррера-і-Гардіа, якого було засуджено до смертної кари. На національному рівні він виступав за іберійську федерацію, в якій Іспанія, Каталонія і Португалія були б рівноправними партнерами.
У 1891 році Мараґаль одружився з Кларою Ноубл, і у подружжя народилося 13 дітей, серед яких скульптор Ернест Мараґаль. Жоан Марагалль помер у віці 51 року через хворобу, діагностовану як «бруцельоз». Його смерть викликала велике потрясіння, і тисячі людей відвідали його похорон у Барселоні. Він похований в Барселоні.

## Творчість
Поезія Мараґаля ґрунтувалася на темах, почерпнутих з людського життя та природи. Під сильним впливом німецькомовних авторів, таких як Ніцше, Новаліс і Гете, яких він перекладав каталонською, його поезія пройшла через періоди декадентства і віталізму. Він найбільш відомий своєю «теорією живого слова» (ісп. teoria de la paraula viva), яка відстоювала ніцшеанський віталізм і спонтанне або навіть недосконале письмо на противагу більш холодній і надмірно продуманій поезії.
Окрім поезії, Мараґаль публікував публіцистику в авангардних журналах того часу, зокрема «L'Avenç», «Catalònia» та «Luz», де став провідним прихильником каталонського модернізму.

### Поетичні збірки за життя
- Poesies. Barcelona: Tipografia «L'Avenç», 1895.
- Visions & cants. Barcelona: Tipografia «L'Avenç», 1900.
- Les disperses. Barcelona, Publicacions «Joventut»: 1904.
- Enllà. Barcelona: Tipografia «L'Avenç», 1906
- Seqüències. Barcelona: Tipografia «L'Avenç», 1911.

### Переклади іншими мовами
Іспанською:
- Obra poética. Hrsg. v. Antoni Comas, übers. v. Joan F. Vidal Jové. Madrid: Castalia, 1984.
- Poesía. Übers. v. Ángel Crespo. Einführung u. Auswahl v. Joaquim Molas. Barcelona: Planeta, 1993 (Reihe «Clásicos universales Planeta»).

Англійською:
- Count Arnau & other poems of Joan Maragall. Übers. v. Michael Odom. Maostrap Books, 2017.
- One Day of Life is Life. Übers. v. Ronald Puppo. London/Barcelona: Fum d'Estampa Press, 2020.

Німецькою
- Der Pinien Grün, des Meeres Blau. Gedichte. Übers. v. Àxel Sanjosé. München: Lyrik Kabinett, 2022 (Reihe «Blue Books»)